# Efraasia
Efraasia minor
Genre
Espèce
Efraasia est un genre éteint de dinosaures sauropodomorphes basaux du Norien moyen, étage du Trias supérieur (environ 215 millions d'années).
Les restes fossiles d'un spécimen de la seule espèce connue de ce genre, Efraasia minor, ont été retrouvés en Allemagne près de Pfaffenhofen,.

## Étymologie
Le nom de genre Efraasia honore le paléontologue allemand Eberhard Fraas, qui a découvert les fossiles de cet animal au début du XXe siècle.

## Historique
Les restes fossiles de l'animal étaient précédemment répartis dans trois espèces différentes appartenant à trois genres différents :
- † Teratosaurus minor ;
- † Sellosaurus fraasi ;
- † Paleosaurus diagnosticus,

qui ont été combinés en 2003, par Adam M. Yates, en un seul nom binominal avec un nouveau nom de genre : Efraasia minor, tandis que Sellosaurus gracilis' devenait Plateosaurus gracilis.

## Description
Efraasia possède un squelette fin et léger. La longueur totale de l'animal a d'abord été sous-estimée à 2 à 3 mètres car la plupart des fossiles provenaient d'individus juvéniles.
Yates, en 2003, a estimé sa longueur maximale, à l'état adulte, à 6,50 mètres, pour le plus grand spécimen (référencé SMNS 12843) qui possède un fémur long de 63 centimètres. Ses mains et ses pieds sont graciles malgré sa grande taille. Comme les autres sauropodomorphes basaux, Efraasia devait être à la fois bipède et quadrupède.
Le crâne est de petite talle, pointu et triangulaire. L'os prémaxillaire porte quatre dents. Le cou est modérément allongé, mais reste fin. Les épines neurales des vertèbres caudales sont peu marquées. Le deuxième doigt de l'animal est plus court que le troisième, tandis que son premier orteil est extrêmement réduit. Certains spécimens ont montré la présence de nombreux gastrolithes au niveau de ce qui était leur estomac, indiquant un régime alimentaire essentiellement herbivore.

## Classification
Le cladogramme suivant, de établi par Alejandro Otero et ses collègues en 2015, montre la phylogénie des sauropodomorphes avec la position du genre Efraasia :
- Sauropodomorpha
  - Saturnaliinae
    - Saturnalia
    - Chromogisaurus

  - 
    - Pantydraco
    - 
      - Thecodontosaurus
      - 
        - Efraasia
        - 
          - Plateosauravus
          - Plateosauria
            - Ruehleia
            - Plateosauridae
              - Unaysaurus
              - Plateosaurus

            - Massopoda
              - Riojasauridae
                - Eucnemesaurus
                - Riojasaurus

              - 
                - Sarahsaurus
                - 
                  - Massospondylidae
                    - 
                      - Lufengosaurus
                      - Glacialisaurus
                      - Coloradisaurus

                    - 
                      - Massospondylus
                      - 
                        - Adeopapposaurus
                        - Leyesaurus

                  - 
                    - Jingshanosaurus
                    - 
                      - Yunnanosaurus
                      - 
                        - Seitaad
                        - Anchisauria
                          - Anchisaurus
                          - Sauropodiformes
                            - Mussaurus
                            - 
                              - Aardonyx
                              - Leonerasaurus
                              - Sefapanosaurus
                              - 
                                - Melanorosaurus
                                - Sauropoda